# Centotheca
Centotheca  Desv. é um género botânico pertencente à família Poaceae, subfamília Centothecoideae, tribo Centotheceae. Também conhecida como Caja Planta.
Suas espécies ocorrem na África, Ásia, Australásia e Pacífico.

## Sinônimo
- Centosteca Desv. (SUO)

## Espécies
- Centotheca lappacea Desv.
- Centotheca latifolia Trin.
- Centotheca longilamina Ohwi
- Centotheca madagascariensis Hack.ex S.Elliot
- Centotheca malabarica Merrill
- Centotheca maxima Peter
- Centotheca mucronata Kuntze
- Centotheca owariensis Hack.ex C.B.Clarke
- Centotheca parviflora Anderss.
- Centotheca philippinensis (Merr.) Froid.
- Centotheca schlechteri Pilger ex Jansen
- Centotheca uniflora Swallen
- Centotheca urekana Guinea